# Winnie l'ourson 2
Série Winnie l'ourson
Les Aventures de Winnie l'ourson
(1977) Les Aventures de Tigrou
(2000)
Pour plus de détails, voir Fiche technique et Distribution.
Winnie l'ourson 2 : Le Grand Voyage ou Le Grand Voyage de Winnie l'ourson en Belgique ou La Grande Aventure de Winnie : À la recherche de Jean-Christophe au Québec (Pooh's Grand Adventure: The Search for Christopher Robin) est le 51e long-métrage d'animation des studios Disney. Sorti directement en vidéo en 1997, le film est inspiré des personnages d'Alan Alexander Milne créés en 1926 et est la suite du film Les Aventures de Winnie l'ourson sorti en 1977.

## Synopsis
Winnie l'ourson se réveille un matin d'automne et décide de retrouver son ami Jean-Christophe à leur cachette secrète. Malheureusement Winnie et ses amis doivent se rendre à l'évidence, Jean-Christophe a disparu. Ils décident de se lancer à sa recherche et vont voir maître Hibou qui leur remet une carte menant à l'endroit où Jean-Christophe a disparu. Il va les emmener dans un lieu réputé effrayant qui s'appelle « Crâne ». Il s'agit d'une grotte qui vue de l'extérieur ressemble à une tête de mort, ce qui lui vaut son nom. Maître Hibou leur explique également de faire attention au redoutable Crânosaurus, le monstre qui retient probablement Jean-Christophe à Crâne. Tous ensemble, ils franchissent de nombreuses épreuves avant de retrouver Jean-Christophe qui a tout simplement repris l'école.

## Fiche technique
- Titre original : Pooh's Grand Adventure: The Search for Christopher Robin
- Titre français : Winnie l'ourson 2 : Le Grand Voyage
- Titre belge : Le Grand Voyage de Winnie l'ourson
- Titre québécois : La Grande Aventure de Winnie : À la recherche de Jean-Christophe
- Réalisation : Karl Geurs
- Scénario : Carter Crocker et Karl Geurs
- Animation :
  - Supervision : Takeshi Atomura, Carole Beers, Terence Harrison, Marsh Lamore, Hirofumi Nakata, Mitch Rochon, Kenichi Tsuchiya, Shinichi Yoshikawa, Bob Zamboni
  - Animateurs : Koji Fukuoka, Atsuhiko Hara, Tomoko Horiba, Hisamitsu Kashima, Koichi Maruyama, Masayo Matsumoto, Hideaki Matsuoka, Yuko Matsuo, Shizuko Minami, Kiyomi Miyakawa, Harumi Nakamura, Kazuhiro Ohmame, Kazumi Sagawa, Hiromasa Sato, Sachiko Sugino, Yuri Takasaki, Heihachiro Tanaka), Junpei Tatenaka, Manao Torii, Yoshihiro Tsuji, Yuji Ushijima, Sachiko Wakabayashi, Yasuichiro Yamamoto, Kazue Yamanaka
- Musique: Carl Johnson
- Production : Karl Geurs et Gina Shay
- Société de production : Walt Disney Television Animation
- Société de distribution : Buena Vista Home Entertainment
- Pays d'origine :  États-Unis
- Langue originale : anglais
- Format : Couleurs – 35 mm - 1,66:1 - Dolby Digital
- Durée : 73 minutes
- Dates de sortie :
  - États-Unis / Canada : 5 août 1997
  - France : 21 octobre 1997

## Distribution

### Voix originales
- Jim Cummings : Winnie the Pooh (Winnie l'ourson en VF) / Tigger (Tigrou en VF) / Skullasaurus (Crânosaurus en VF)
- Paul Winchell : Tigger (chant)
- John Fiedler : Piglet (Porcinet en VF)
- Steven Schatzberg : Piglet (chant)
- Peter Cullen : Eeyore (Bourriquet en VF)
- Ken Sansom : Rabbit (Coco Lapin en VF)
- Brady Bluhm : Christopher Robin (Jean-Christophe en VF)
- Frankie J. Galasso : Christopher Robin (chant)
- Andre Stojka : Owl (maître Hibou en VF)
- David Warner : The Narrator (le narrateur en VF)

### Voix françaises
- Roger Carel : Winnie l'ourson, Porcinet, Coco Lapin
- Patrick Préjean : Tigrou
- Henry Djanik : Bourriquet
- Jackie Berger : Jean-Christophe
- Bernard Alane : maître Hibou
- François Berland : le narrateur

Version française 
- Société de doublage : Télétota
- Supervision : Nicole Raucher
- Adaptation et direction artistique des dialogues : Patricia Angot
- Adaptation des chansons : Luc Aulivier
- Direction artistique des chansons : Georges Costa
- Studio de mixage : Dubbing Brothers

### Voix québécoises
- Pierre Lacasse : Winnie l'ourson
- Daniel Lesourd : Porcinet
- Alain Gélinas : Coco Lapin
- Jacques Lavallée : maître Hibou
- Serge Turgeon : Bourriquet
- Louis-Philippe Davignon : Jean Christophe
- Mary Lou Gauthier : Jean Christophe (chant)
- Robert Blondin : le narrateur
- Daniel Picard : Tigrou

## Chansons du film
- Pour toujours
- L'aventure, c'est extraordinaire ou L'aventure, c'est tellement merveilleux au Québec
- Si c'est écrit, c'est ainsi
- Mes lumières d'espoir ou Là où s'allument les étoiles au Québec
- Lorsque tout va très bien ou  La vie est si belle au Québec
- Mes lumières d'espoir ou Là où s'allument les étoiles au Québec - Reprise (générique de fin) (Chanté en français par: Claude Lauzzana et Marielle Hervé)

## Sorties Vidéo
- 5 août 1997 : VHS (Canada et Québec)
- 20 octobre 1997 : VHS (Royaume-Uni)
- 1er octobre 1998 : VHS (France)
- 21 août 1998 : VHS (Japon)
- 25 mars 1999 : DVD (Japon)
- 21 octobre 2003 : DVD (France)
- 11 avril 2006 : DVD (États-Unis)
- 24 mai 2006 : DVD (Japon)

## Autour du film
- Ce film marque la dernière participation de l'acteur Paul Winchell pour le rôle de Tigrou en version originale. Winchell, qui avait prêté sa voix au personnage dans le film original, avait repris son rôle dans la série Les Nouvelles Aventures de Winnie l'ourson jusqu'en 1989, où il fut remplacé par Jim Cummings en 1990. Après Winnie l'ourson 2 : Le Grand Voyage, Cummings deviendra la voix officielle de Tigrou.
- Les dernières répliques du film avec Jean-Christophe et Winnie sur l'arbre sont reprises du précédent film, Les Aventures de Winnie l'ourson, elles-mêmes tirées du livre de A. A. Milne.
- Grand Gourou, Petit Gourou et Grignotin sont absents du scénario.
- Au moins en Amérique, les critiques du film furent très mitigées en raison de ses scènes angoissantes ou même effrayantes pour de jeunes enfants qui constituaient la plus grande partie du public. C'est d'ailleurs l'une des raisons pour lesquelles ce film n'est jamais sorti au cinéma. George Blooston dans Entertainment Weekly attribue un C au film le qualifiant de « sirupeux » et critiquant le manque de « psychologie enfantine et d'esprit pédagogique » qui avait fait du premier opus un classique de l'animation[1].
- Les versions DVD du film au Québec utilisent le doublage français.
- La ligne conductrice du récit ressemble étrangement à l'histoire du livre Le Hobbit de J. R. R. Tolkien.[réf. nécessaire]

## Titre en différentes langues
- Allemand : Winnie Puuh auf großer Reise - Die Suche nach Christopher Robin
- Anglais : Pooh's Grand Adventure: The Search for Christopher Robin (États-Unis) ou Winnie the Pooh's Most Grand Adventure (Royaume-Uni)
- Danois : Peter Plys: Jagten på den forsvundne Jakob
- Espagnol : La Gran Aventura de Winnie the Pooh (Espagne) ou Winnie Pooh: Su gran aventura (Amérique latine)
- Finnois : Nalle Puh ystävää etsimässä
- Hébreu : פו הדב: ההרפתקה הגדולה ביותר
- Hongrois : Micimackó visszatér
- Islandais : Svaðilför Bangsímons: Leitin að Jakobi
- Italien : Winnie the Pooh alla ricerca di Christopher Robin
- Japonais : くまのプーさん クリストファー・ロビンを探せ!
- Néerlandais : De Meest Verre Tocht van Winnie de Poeh
- Norvégien : Ole Brumm og jakten på Kristoffer Robin
- Polonais : Niezwykła Przygoda Kubusia Puchatka
- Portugais : A Maior Aventura de Winnie the Pooh (Portugal) ou A Maior Aventura do Ursinho Puff (Brésil)
- Russe : Великое путешествие Пуха: В поисках Кристофера Робина
- Suédois : Nalle Puh och jakten på Christopher Robin